# Edgardo J. Míguez
Edgardo J. Míguez (Buenos Aires, 4 de enero de 1882 - 1954) fue un abogado y político argentino del Partido Demócrata Nacional, que se desempeñó como diputado nacional (1920-1930), como senador provincial (1934-1940), vicegobernador (1942-1943) y como gobernador de la provincia de Buenos Aires, interinamente en 1936 y como titular en 1943.

## Biografía
Nació en Buenos Aires en 1882, radicándose en La Plata. Asistió al Colegio Nacional Rafael Hernández y a la Facultad de Ciencias Jurídicas y Sociales de la Universidad Nacional de La Plata, recibiéndose de abogado. Se especializó en derecho civil y administrativo. Su tesis fue aprobada en 1905.
En política, integró el Partido Conservador y el Partido Demócrata de Buenos Aires. Fue concejal de La Plata, siendo luego asesor municipal. Entre 1914 y 1917 fue director de Registro Civil. De 1918 a 1920 integró la Cámara de Diputados de la Provincia de Buenos Aires.
En las elecciones legislativas de 1920, fue elegido diputado nacional por la provincia de Buenos Aires, por el Partido Conservador. Fue reelegido sucesivamente en 1924 y 1928. Su último mandato se extendía hasta 1932, pero fue interrumpido por el golpe de Estado del 6 de noviembre de 1930. Fue vocal en la comisión de Negocios Constitucionales, y presidente de las comisiones especiales de Legislación Penal y Carcelaria, y de Asuntos Electorales. También presidió el bloque de diputados conservadores.
Fue candidato a vicegobernador de Buenos Aires en las elecciones provinciales de 1929, acompañando al candidato del Partido Conservador Antonio Santamarina. La fórmula quedó en segundo lugar, triunfando la fórmula radical Nereo Crovetto-Juan Garralda. Fue ministro de Hacienda, durante la intervención federal de provincia en 1931, y ministro de Obras Públicas de 1932 a 1934, durante la gobernación de Federico Martínez de Hoz. En 1934, fue vicepresidente segundo de la convención constituyente que reformó la Constitución de la provincia de Buenos Aires.
Entre 1934 y 1940, fue miembro del Senado de la Provincia de Buenos Aires por la capital provincial. Allí fue vicepresidente primero y presidente del cuerpo entre 1935 y 1936, luego de que el vicegobernador Raúl Díaz asumiera al frente del ejecutivo provincial tras la renuncia de Federico Martínez de Hoz. En enero de 1936, fue interinamente gobernador.
Fue candidato a vicegobernador en las elecciones provinciales de 1940, en la fórmula del Partido Demócrata Nacional (PDN) encabezada por Alberto Barceló. La misma triunfó, pero ante las denuncias de fraude electoral, el presidente Roberto M. Ortiz intervino la provincia y anuló los resultados.
En 1941 fue elegido vicegobernador de la provincia de Buenos Aires, acompañando en la fórmula del PDN a Rodolfo Moreno. En abril de 1943, tras la renuncia de Moreno por diferencias con Ramón S. Castillo debido a sus aspiraciones presidenciales, asumió como gobernador. Su mandato duró pocos meses, ya que fue interrumpido por el golpe de Estado de junio de 1943.
Falleció en 1954.